# نيل كيرنون
نيل كيرنون هو موسيقي إنجليزي، منتج قياسي، ودامج صوتيات ومهندس صوتي من لندن، إنجلترا. وهو حائز على جائزة غرامي، وعمل على أكثر من 100 سجل من الذهب والبلاتين.

## روابط خارجية
- نيل كيرنون على موقع ميوزك برينز (الإنجليزية)
- نيل كيرنون على موقع أول ميوزيك (الإنجليزية)
- نيل كيرنون على موقع أول ميوزيك (الإنجليزية)
- نيل كيرنون على موقع ديسكوغز (الإنجليزية)
- Neil Kernon at Discogs.com
- Neil Kernon at allmusic.com
- MelodicRock.com interview